# Boya (galardón)
La Boya, es un galardón que se entrega a los artistas que resultan "ganadores" del Festival Verano Iquique, y que el público solicita a gritos que se le otorguen a ellos.
El premio tiene una forma de boya, que representa a la Boya Esmeralda, símbolo de la ciudad del norte y de la región completa.  La boya se encuentra bañada en plata u oro, y se inserta en una base de madera, y así se entrega a los artistas que la alcanzan.
El trofeo es elaborado en Chile y consiste en dos tipos de "Boyas": La Boya de Plata y la Boya de Oro (entregada por primera vez el año 2012, a Demi Lovato, cantante estadounidense).
La de mayor prestigio es la de Oro, que ha sido entregada solo a 3 artistas
La fabricación del galardón base, tiene un valor aproximado de $250 000 (CLP), unos U$500 (USD).

## Boya de Plata

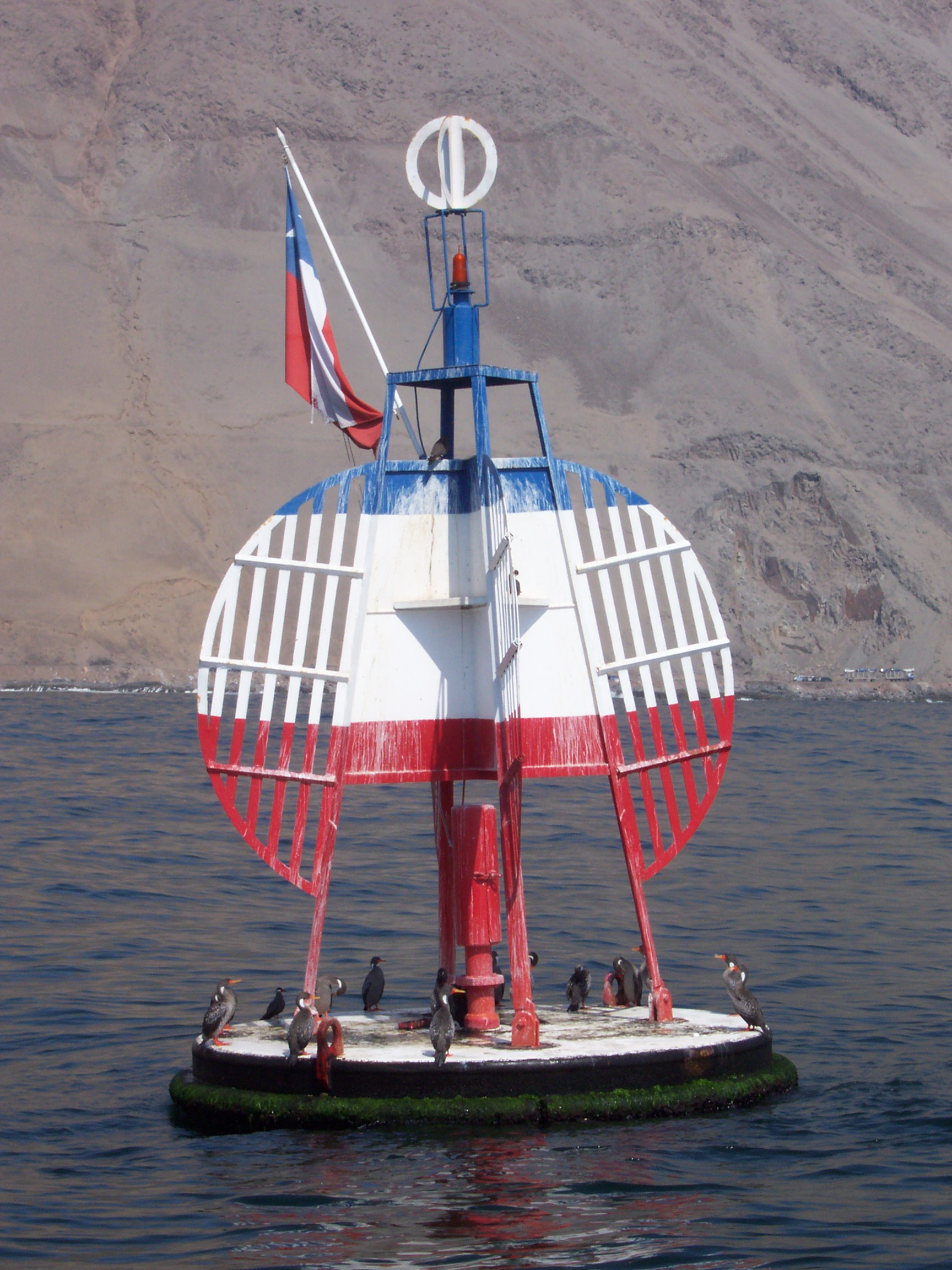
Boya Esmeralda, símbolo utilizado para crear el premio.

En las primeras ediciones, este galardón fue entregado como "recuerdo" a los artistas que participaban en el festival, pero debido al reconocimiento de éste ahora se ha entregado igual que la Gaviota de Viña del Mar.
En el año 2008 se entregó el primer galardón de este tipo, ya que era la primera edición del festival.
El "trofeo" es una boya que está bañada en plata, y de ahí proviene su nombre. Es el segundo en importancia, solo superado por la Boya de Oro.

## Boya de Oro
La Boya de Oro es el premio más reciente, se creó en el año 2012 para ser entregada a Demi Lovato como reconocimiento por parte del público iquiqueño presente. Éste galardón es el de mayor prestigio, ya que solo tres artistas la han ganado, pero hay que tomar en cuenta que solo se ha entregado desde la quinta versión realizada en 2012.
El "trofeo" es una boya que está bañada en oro y de ahí proviene su nombre.
Es el de mayor importancia, y se ha entregado a muy pocos artistas del festival.